# Коммутация телефонного вызова
Коммутация телефонного вызова — установление соединения между абонентами телефонной сети, инициировавшем вызов и вызываемым номером.
В рамках задачи коммутации выполняется маршрутизация и выбор (коммутация) канала связи, согласование принципов взаимодействия в соответствии с применяемой телефонной сигнализацией.
Коммутация вызова, как правило, основана на набранном телефонном номере (то есть номере вызываемого абонента) и выполняется телефонными коммутаторами в автоматическом режиме. Тем не менее, встречаются другие виды коммутации, например:
- На основе номера или категории вызывающего абонента
- По расписанию
- Ручная, выполняемая оператором коммутатора или секретарём

В телефонной сети общего пользования в рамках прохождения одного вызова могут применяться разные подходы к его коммутации, в зависимости от особенностей промежуточных узлов связи и сопряжённых телефонных сетей. Тем не менее, в ТФОП применяется единый подход к телефонной нумерации, общий для всех соединённых телефонных сетей всего мира.

## История
На заре становления телефонной связи задача коммутации вызова была возложена на специальных людей — телефонисток, занимающихся установлением соединения в ручном режиме. Впоследствии были предложены средства автоматизации этого процесса, появились автоматические телефонные коммутаторы — АТС.
1. Координатные АТС
2. Декадно-шаговые АТС
3. Цифровые АТС
4. Мобильные коммутаторы
5. Программные АТС

## Коммутация во внутренних телефонных сетях
Во внутренних телефонных сетях предприятий и организаций принципы коммутации определяются особенностями применяемой технологической основы и возможностями УПАТС.

## Коммутация в городских телефонных сетях
Городская телефонная сеть — это совокупность линейных и станционных сооружений. Сеть, имеющая одну АТС, называется нерайонированной. Линейные сооружения такой сети состоят только из абонентских линий. Типовое значение ёмкости такой сети 8-10 тысяч абонентов. При больших ёмкостях из-за резкого увеличения длины абонентских линий целесообразно переходить на районированное построение сети. В этом случае территория города делится на районы, в каждом из которых сооружается одна районная АТС (РАТС), к которой подключаются абоненты этого района. Соединения абонентов одного района осуществляется через одну РАТС, абонентов разных РATC — через две. РАТС связываются между собой соединительными линиями в общем случае по принципу «каждая с каждой». Общее число пучков между РАТС равно количество РАТС/2. При возрастании ёмкости сети число пучков СЛ, связывающих РATC между собой по принципу «каждая с каждой», начинает резко расти, что приводит к чрезмерному возрастанию расхода кабеля и затрат на организацию связи и Поэтому при ёмкостях сети свыше 80 тысяч абонентов применяют дополнительный коммутационный узел. На такой сети связь между АТС разных районов осуществляется через узлы входящего сообщения (УВС), а связь внутри своего узлового района (УР осуществляется по принципу «каждая с каждой» или через свой УВС.